# Jean Le Poulain

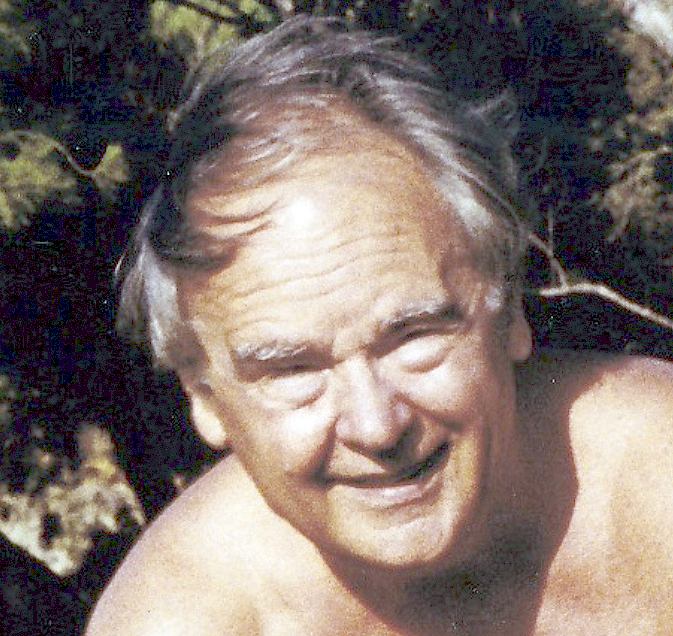
Jean Le Poulain (1983)

Jean Le Poulain (* 12. September 1924 in Marseille; † 1. März 1988 in Paris) war ein französischer Schauspieler und Regisseur.

## Leben
Er begann seine Schauspielausbildung am Cours Simon in Paris und erhielt 1949 den Prix de comédie am Conservatoire national supérieur d’art dramatique.
Jean Vilar holte ihn an das Théâtre National Populaire. 1952 inszeniert er am Théâtre de l’Œuvre Christopher Marlowes Die tragische Historie vom Doktor Faustus mit sich selbst in der Titelrolle.
Jean Le Poulain war in erster Linie Theaterschauspieler und Theaterregisseur, hatte aber auch zahlreiche Auftritte in Kino, so als Peyrolles neben Jean Marais in André Hunebelles Ritter der Nacht (Le bossu, 1959), als Lehurit in Der Gorilla fletscht die Zähne (1962), als Polizeipräfekt in Édouard Molinaros Auch Stehlen will gelernt sein oder als Margos in Jean-Pierre Mockys Der rote Ibis (1975). Im Fernsehen war er auch häufig in der Reihe Au théâtre ce soir zu sehen und spielte dort in 14 TV-Filmen, so unter anderem in der Titelrolle des Jubiläums-Theaterfilms Volpone (1978). Seine großen Fernseherfolge waren zwei Titelrollen in Molière-Verfilmungen, 1981 in Pierre Badels Le bourgeois gentilhomme (Der Bürger als Edelmann) und in Marlène Bertins TV-Film Tartuffe.
1978 trat Jean Le Poulain der Comédie-Française bei. Er war 1986 bis zu seinem Tod deren Direktor.
Jean Le Poulain war der Onkel der Schauspielerinnen Corinne Le Poulain und Vannick Le Poulain.

## Filmographie (Auswahl)
- 1959: Ritter der Nacht (Le bossu), Regie: André Hunebelle
- 1959: Im Zeichen des Löwen (Le signe du lion), Regie: Éric Rohmer
- 1962: Der Graf mit der eisernen Faust (Les mystères de Paris), Regie: André Hunebelle
- 1962: Der Gorilla fletscht die Zähne (Le gorille a mordu l'archeveque), Regie: Maurice Labro
- 1962: Auch Stehlen will gelernt sein (Arsène Lupin contre Arsène Lupin), Regie: Édouard Molinaro
- 1972: Wann sehen wir uns wieder, Grélu? (Ursule et Grélu), Regie: Serge Korber
- 1975: Der rote Ibis (L'ibis rouge), Regie: Jean-Pierre Mocky
- 1981: Signé Furax, Regie: Marc Simenon